# Trottoir (Anzug)

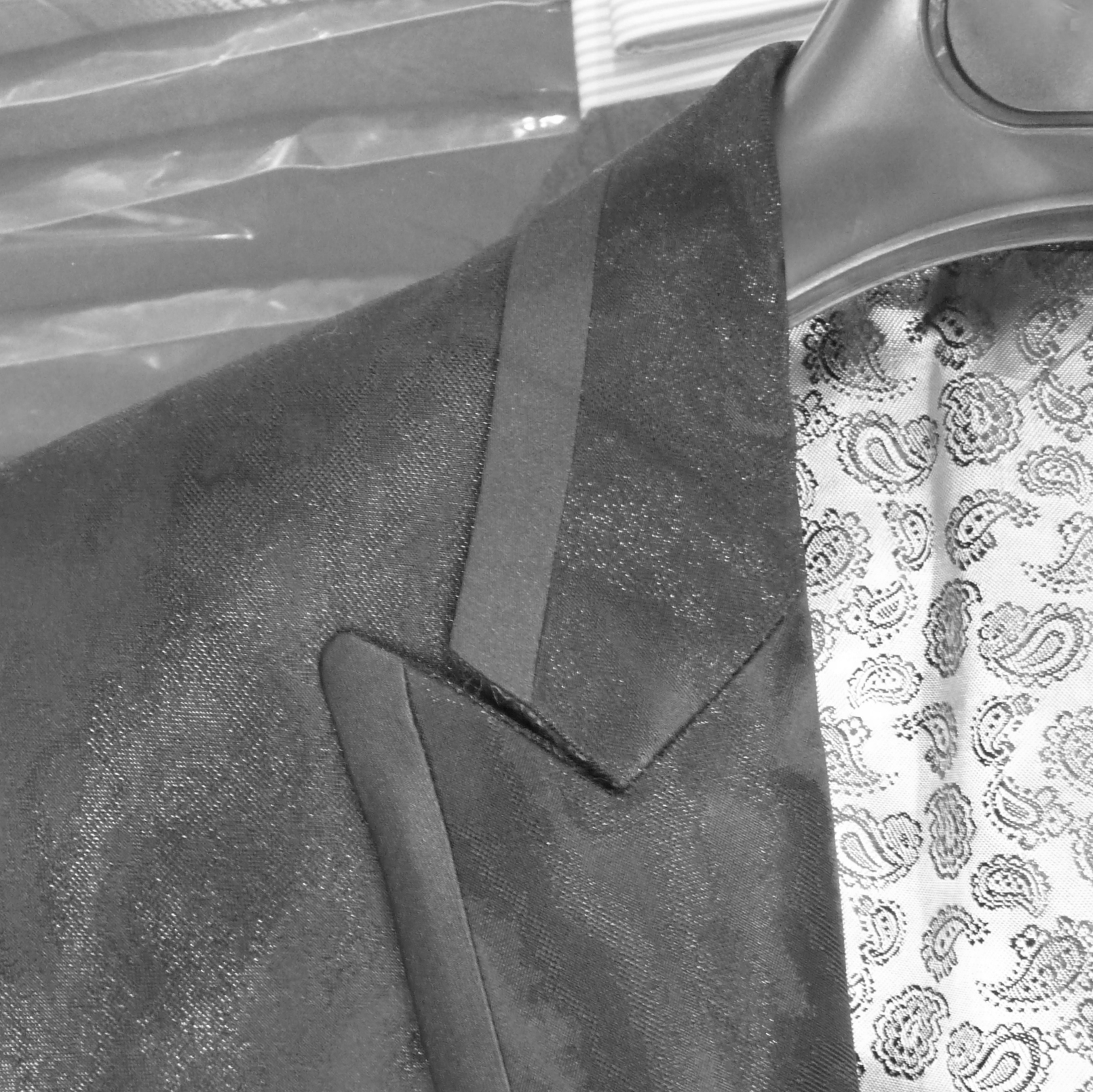
Trottoir am Rand des Revers

Trottoir wird in der Schneiderei ein schmaler Randstreifen an Revers oder Taschen eines Herrenanzugs genannt. Trottoirs finden sich auch an Mänteln, Kragen oder Ärmelaufschlägen. Diese heute im Alltag nicht mehr übliche Randverzierung findet sich bei festlichen Hochzeitsanzügen und war um 1900 populär (Edwardian Style).

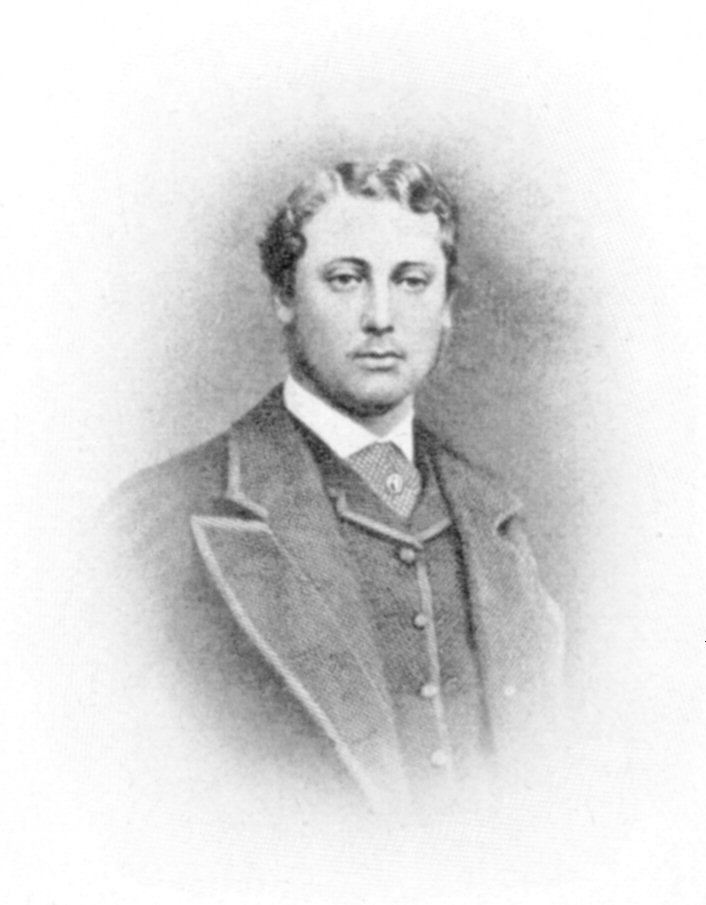
Edward VII. als Prince of Wales